# Bilia
Bilia é uma comuna francesa na região administrativa de Córsega, no departamento de Córsega do Sul. Estende-se por uma área de 7,43 km². 